# Zombie Hunters 2
Zombie hunters 2 (SIMPLE2000シリーズ Vol.101 THE お姉チャンポン THE姉チャン2特別編, lit. Simple 2000 Series Volumen 101: The OneeChampon ~ The Onechan 2 Special Chapter ~) es un videojuego Hack and slash programado por la empresa Tamsoft y publicado por D3 Publisher para la consola PlayStation 2. Forma parte de la colección Simple 2000 Series, una gama japonesa de videojuegos baratos (cuyo precio eran 2000 yenes), siendo el volumen 101. Fue puesto a la venta en Japón el 29 de junio de 2006 y en Europa el 28 de septiembre de 2007. No hubo versión para Estados Unidos. Es el segundo videojuego de la serie Oneechanbara.
Aunque la historia del juego transcurre en la época actual, el videojuego posee características muy propias de la ficción de explotación de los años 70, con un argumento mínimo, violencia y gore elevados, así como protagonistas femeninas con escasa ropa.

## Sistema de juego
El jugador controla a una de las chicas disponibles,  al principio solo a su protagonista, Aya, pero posteriormente y cumpliendo ciertas condiciones, puede seleccionar más personajes. El objetivo es recorrer las ocho misiones del modo principal, eliminando al ejército de zombis de las calles cortándolos o golpeándolos. Aya puede golpear con su espada, dar patadas y lanzar cuchillos. Al eliminar enemigos, éstos sueltan unas bolas luminosas de color dorado que proporcionan puntos de experiencia al ser recogidos. Con ellos, se pueden aumentar los atributos de Aya como la fuerza, alcance, el tamaño de la barra de vitalidad o nuevos movimientos.
La principal novedad de esta segunda entrega -y que a partir de este juego se quedaría como característica habitual- es que el jugador puede controlar a dos personajes en la misma misión, aunque solo tiene control directo sobre uno, y el otro personaje se mantiene en reserva hasta con pulsar un botón para hacer el relevo. Esta nueva modalidad también permite que un segundo jugador pueda participar en la partida, aunque debe esperar a que el jugador 1 haga el relevo para poder jugar. 
La manera más efectiva para derrotar a los enemigos es mediante el sistema denominado "Cool Combo". Consiste en propinar sucesivos ataques con la espada de manera continuada, pulsando el botón de ataque justo cuando el golpe conecta con el cuerpo del enemigo. De esta manera, los golpes son mucho más fuertes y la cadena de golpes no se detiene, aunque para ello, el jugador debe aumentar bastante el nivel de los personajes para que puedan ir aprendiendo a hacer estos combos más largos.
A medida que el jugador va derrotando enemigos, dos indicadores se van llenando. Uno es el nivel de impureza que, al llenarse, el personaje entrará en estado de furia y provocará mucho más daño, pero también recibirá más. Para eliminar este estado, el jugador debe utilizar el objeto correspondiente. El otro indicador es el nivel de fuerza de la espada, que se irá llenando de sangre y, si llega al tope, ésta se quedará atascada en los cuerpos de los enemigos, además de golpear mucho más despacio. El jugador debe ir limpiando la espada cada cierto tiempo para evitarlo.
Zombie Hunters 2 posee tres modos de juego, que son "Story Mode", "Survival Mode" y "Practice Mode". El primero es el modo de juego principal, el segundo consiste en rondas de combates de supervivencia (los puntos de experiencia obtenidos en este modo también sirven para aumentar las características de los personajes) y el tercero es un modo muy útil para dominar los movimientos y perfeccionar los "Cool Combos". Hay una cuarta opción llamada "Quest Mode" que propone diversas tareas secundarias que, de ser completadas, se pueden obtener bonificaciones como nuevos trajes y fondos de pantalla para los menús.
Zombie Hunters 2 posee textos en pantalla en inglés, francés y alemán. No hay voces en ningún idioma (fueron eliminadas en la versión europea). 

### Personajes
- Aya: Es la protagonista del videojuego. Es una joven muy atractiva que va vestida con sombrero vaquero, una bufanda, un minúsculo bikini y unas botas. Lleva un tribal tatuado al final de la espalda y va armada con dos espadas (puede empuñar las dos a la vez o sólo una). Es una chica de pocas palabras y algo de mal carácter. Aya fue criada por su padre, quien le enseñó el arte de la espada.
- Saki: Es la hermana pequeña de Aya, protagonista secundaria. Va vestida como la típica colegiala japonesa, con el pelo negro recogido en dos coletas y armada con una katana. También es experta en artes marciales y pelea de un modo muy violento.
- Reiko: Una misteriosa mujer cuyo rostro va cubierto al principio de la aventura. Viste de cuero negro, con un sugerente escote y, en principio, va ataviada con un casco de motocicleta, que posteriormente se quita. Tiene una gran habilidad con la espada y las artes marciales, aunque también puede utilizar una escopeta. Es una mujer dura que domina bien los conflictos en las calles, pero se desconocen los motivos por los cuales persigue a Aya y a Saki.
- Riho Futaba: Durante un tiempo, este personaje era considerada la "mascota" de D3 Publisher, ya que aparecía en multitud de sus videojuegos como personaje jugable o cameo. Riho es una joven rubia, de cuerpo escultural y vestida con un ajustado bikini azul. Va armada con una espada con la que se defiende bastante bien, aunque también destaca en las patadas. Riho es una superestrella de los medios. Baila, canta y actúa en películas. De hecho, su intervención en una superproducción de gran presupuesto es su punto de partida en la aventura. Su hermana Makoto ha desaparecido y sale en su busca.
- Makoto Futaba: Es la hermana pequeña de Riho. Lleva puesta una camiseta deportiva, pero no lleva pantalones (sólo un bañador) y usa una espada. Tras el despertar de los zombis en Tokio, Makoto vaga por la ciudad sin saber hacia dónde ir. Armada con una espada, vaga por las ciudades en busca de su hermana y de su hogar.
- Hana: Esta chica cyborg procede de otro juego de D3 Publisher, un beat'em up 3D de scroll lateral llamado The Senko, conocido en Europa como Dragon Sisters, de PlayStation 2. Puede desbloquearse como personaje jugable si el jugador dispone de una partida guardada de Dragon Sisters en su Memory Card, o bien completando todas las tareas secundarias del "Quest mode". El aspecto de Hana es el mismo que en su juego original excepto en la parte superior, donde sólo lleva una banda de tela tapándole los pechos. Golpea con una cuchilla que lleva acoplada a su brazo y, al igual que en su juego original, es especialista en puñetazos. Mientras se encontraba en una misión con su hermana Kiku, ambas fueron engullidas por un portal dimensional de origen misterioso que las teletransportaron 100 años al pasado, apareciendo en Tokio justo en el momento de la invasión de los zombis. Ambas deben de luchar unidas para regresar a su época original.
- Kiku: Es la hermana de Hana, procedente también del videojuego The Senko (Dragon Sisters) y se desbloquea junto con Hana mediante las mismas opciones. Hana también posee el mismo aspecto que en su juego original excepto en la parte superior, que sólo lleva una banda de tela tapándole los pechos. Golpea con una cuchilla que lleva acoplada a su brazo y, al igual que en su juego original, a diferencia de su hermana, Kiku es especialista en patadas. Mientras se encontraba en una misión con su hermana Hana, ambas fueron engullidas por un portal dimensional de origen misterioso que las teletransportaron 100 años al pasado, apareciendo en Tokio justo en el momento de la invasión de los zombis. Ambas deben de luchar unidas para regresar a su época original.
- Eva: Es la jefa final del videojuego, pero el jugador puede desbloquearla para que sea personaje jugable completando el "Story Mode" en dificultad "Hard" (difícil) con Aya y Saki. Tiene el pelo largo y rubio, recogido en una larga coleta y va vestida con un traje místico cuyo diseño toma no pocas referencias de otro personaje de la compañía Tamsoft, Sofía, del juego Battle Arena Toshinden 3. Va armada con una espada serpiente que se alarga a voluntad. Posee una gran fuerza y velocidad y golpea de manera muy violenta. Es una de las causantes de la invasión zombie en Tokio.

## Versión europea
Debido al cambio de distribuidoras, el título del juego no coincide con el de la entrega anterior. El primer videojuego de la serie Oneechanbara apareció en Europa con el título Zombie Zone (The Oneechanbara, THE お姉チャンバラ) el 21 de octubre de 2005 distribuido por la empresa Proein. Posteriormente, el 23 de marzo de 2007 apareció al mercado Zombie Hunters distribuido por Virgin Play, cuyo título original japonés es The OneeChanpuru ~The Onechan Special Chapter (THE お姉チャンプルゥ ~THE 姉チャン 特別編~), que fue una versión extendida de Zombie Zone con más contenido como más personajes, más trajes y diversas mejoras. Después, en Japón apareció la auténtica segunda parte, The Oneechanbara 2 (THE お姉チャンバラ2), el 22 de diciembre de 2005, pero no fue distribuida en Europa. Al igual que pasó con la entrega anterior, se lanzó meses después una versión extendida de ese segundo videojuego que sí fue distribuida en Europa, la que se conoce como Zombie Hunters 2, y de la que se habla en este artículo.

## Diferencias con respecto a la versión japonesa
En la versión japonesa, se podía escuchar a Aya narrando la historia entre misión y misión mientras aparecía en pantalla el texto de lo que estaba diciendo. En Europa, los textos fueron traducidos al inglés, francés y alemán, pero la voz en off de Aya fue eliminada totalmente. Además, todas las voces en japonés del juego de todas las chicas fueron removidas y no fueron dobladas a ningún idioma. También se eliminaron las voces dentro del juego. En la versión japonesa, si por ejemplo el jugador se encontraba manejando a Aya en combate y cambiaba por Saki, al hacer el relevo se podía escuchar a Aya llamar a su hermana de un grito, "¡Saki!" y ésta respondiendo "Oneechan!" ("¡Hermana"). En la versión europea las chicas solo hacen un típico grito japonés cuando son relevadas.
Así mismo, algunas escenas de video que aparecían en la versión japonesa, fueron omitidas en la versión europea. También merece la pena destacar que la versión japonesa original se puso a la venta en formado DVD-ROM, mientras que la versión europea es CD-ROM.

## Recepción
Aunque en Japón la serie Oneechanbara está considerada de culto, en Europa no se considera de igual modo. La primera entrega y su versión extendida pasaron desapercibidas. Esta segunda parte tuvo algo más de repercusión sobre todo por parte de los jugadores, pero la prensa especializada apenas hizo eco del lanzamiento de este videojuego.
- Viciojuegos: 69/100